# Рубляк, или Легенда об измеренной стране
«Рубляк, или Легенда об измеренной стране» (нем. Rublak — Die Legende vom vermessenen Land) — художественный фильм, снятый в ГДР в 1984 году. Сюжет фильма разворачивается в одном серболужицком хуторе, через который должна пройти линия электропередачи.

## Сюжет
На одном серболужицком хуторе, затерянном в лесах Шпреевальда, где живёт крестьянская семья, появляются три молодых землемера из города. Будущая линия электропередачи должна пройти по участку крестьян, который получат квартиру в посёлке городского типа. Под поверхностным сюжетом разворачивается философский конфликт фильма. Главный герой картины — Рубляк: странный человек, бредущий по миру в поисках дерева, подходящего для изготовления скрипки. Рубляк не вмешивается в поверхностный сюжет. Он ходит по лесу, смотрит, слушает, и, наконец, находит своё дерево. Но срубить его не решается, и уходит к хутору, где через окно дома слышит музыку скрипки. А в доме, между тем, идёт спор: землемер говорит, что несёт электричество и прогресс, а старуха отвечает, что живёт здесь всю жизнь, и что прогресс ей не нужен. Землемеры замолчат, и устроят в доме танцы. Вдруг в доме появляется Рубляк со скрипкой, и зачитывает короткий монолог о том, что равнодушные землемеры измеряют землю, будто покойника, измерят каждого и душу измерят, а затем убьют своими линейками, теодолитами, цифирью. Потом землемеры уедут, а у крестьян продолжится привычная для них жизнь. Старуха уберёт дом, наденет чёрное платье, чёрный платок, и поверх них — белое одеяние, будто саван, и направится мимо леса в село, на похороны. Вслед за этим эпизодом показана любовь между парнем из хутора и девушкой-землемеркой. Фильм заканчивается сценой с огромным двором, будто символизирующим серболужицкий край, снятым сверху. Двор пуст, все ушли, остался один Рубляк — на страже воспоминаний и брошенного прошлого, которое остаётся жить.

## В ролях
- Ханс-Уве Бауэр — сын
- Курт Бёве — отец
- Христиан Грасхоф — Рубляк
- Джоанна Шаль — Мария
- Дорис Тальмер — старуха